# Tekken (jogo eletrônico)
Tekken (鉄拳) é um jogo eletrônico de luta desenvolvido e publicado pela Namco. É o primeiro título da série Tekken e foi lançado para arcades em dezembro de 1994 e depois para PlayStation em março de 1995 no Japão e em novembro no resto do mundo.

## Jogabilidade
Tekken foi um dos primeiros jogos de luta em 3D, que acompanhou muitos dos conceitos encontrados em Virtua Fighter, da Sega, um dos primeiros games de luta neste formato. Como muitos jogos nesse estilo, o jogador escolhe um personagem do grupo e trava um combate "mano a mano" com o oponente, podendo ser jogado contra o computador ou outro oponente.
O conceito de Tekken difere de outros jogos de luta, não apenas pelo fato de ser em 3D, mas por diversos detalhes:
- Jogos de luta tradicionais são normalmente jogados com botões que correspondem à força do ataque, como um soco forte ou um chute fraco. Tekken, entretanto, dedica um botão pra cada membro do lutador, criando ataques especiais sem repetições de golpe ou "magias". O jogador pode ver a animação na tela e descobrir o comando apropriado (se o personagem chuta baixo com a perna direita, o movimento costuma ser executado apertando pra baixo e chute da perna direita, ou uma variação similar). Jogos como Street Fighter envolvem usar comandos o mais rapidamente e precisamente possível, enquanto Tekken diminui a ação, destacando ritmo e estratégia.
- Como de praxe, existem dois rounds. Porém, os jogadores tem a opção de um para cinco rounds, assim como o tempo limite pra cada round. Se o vencedor continuar com toda a barra de vida antes de acabar o tempo, o narrador irá dizer: "Perfect!". Se o vencedor estiver quase morto, o narrador dirá: "Great!". Ocasionalmente, os dois personagens cairão simultaneamente, e o narrador dirá: "Double K.O.". Se o tempo do round acabar, o personagem com mais vida será o vencedor. Caso os dois estejam iguais, será um empate. Na maioria dos casos, o narrador dirá apenas "K.O." quando o personagem for triunfante.
- No jogo, o nome do local onde a luta acontece é mostrado no canto inferior direito da tela. Todas fases são locais reais e  incluem Angkor Wat, Szechwan, Monument Valley, Chicago, Kyoto, Fiji, Windermere, Venezia, Acrópole de Atenas, Ilha do Rei George, e Chiba Marine Stadium. Nos jogos seguintes da série os nomes dos locais forem removidos e foram incluídos locais fictícios.
- A versão para PlayStation permitiu ao jogador desbloquear os sub-chefes quando o jogo é vencido.

## História
Heihachi Mishima, o poderoso e cruel dono da multinacional Mishima Zaibatsu, anunciou o King of Iron Fist Tournament (Rei do Torneio Punho de Ferro), uma competição de luta com um prêmio de dinheiro de um bilhão de dólares. Há oito competidores e um deles é um campeão mundial invicto que quer se vingar de Heihachi. O nome deste homem é Kazuya Mishima, o filho de Heihachi. Quando Kazuya tinha cinco anos de idade, Heihachi o jogou de um precipício para ver se ele realmente era o filho dele (isto seria determinado pela habilidade de Kazuya de sobreviver à queda e à escalada do precipício). Kazuya sobreviveu a queda, mas acabou deixando uma ferida profunda e sangrenta no tórax que o estava matando lentamente. A entidade Devil apareceu e lhe ofereceu a oportunidade de cura e vingança contra Heihachi a troco da alma de Kazuya, que, cheio de raiva e ódio, aceitou.
O Rei do Torneio Punho de Ferro acontece vinte e um anos depois deste fato. Agora Kazuya é um campeão invicto (o único empate que teve foi contra Paul Phoenix, outro personagem do jogo que deseja ganhar o torneio e também derrotar Kazuya). Kazuya entra no torneio e consegue chegar no round final, onde Heihachi o espera. Eles lutam sobre o mesmo precipício do qual Heihachi jogou Kazuya. O embate violento e sangrento dura horas, até que Kazuya, com o poder e força dados por Devil, derrota Heihachi. Kazuya apanha o corpo do pai e o joga no precipício. Com um sorriso de triunfo, Kazuya é agora o novo dono da Mishima Zaibatsu. Anos depois, nasce Jin Kazama, filho de Kazuya. Que tem um odío profundo pelo Pai e o Avô e que, posteriormente, luta contra eles.

## Críticas
Tekken teve muitas críticas positivas, que consideraram o jogo um ótimo início. Seu sucesso e popularidade deu origem a sete sequências Canônicas, Três Spin-Offs e outros menos importantes. Os jogos da série Tekken se tornaram populares na comunidade de artes marciais, uma vez que os movimentos dos lutadores são muito próximos ao estilo de luta real. A maior crítica negativa era em relação ao chefe final, Heihachi Mishima, que era extremamente forte, com sua interminável sequência de combos e corridas, coisa que nenhum outro personagem do jogo poderia fazer perfeitamente. Isso foi melhorado nas versões seguintes.